# 岫荘線
岫荘線（しゅうしょうせん）は中華人民共和国の鉄道路線。遼寧省海岫線岫岩駅より丹大都市間鉄道蘭店駅までの69.518キロメートルを結ぶ鉄道路線である。旅客、貨物ともに取り扱っている。2011年7月着工し、2019年9月28日開通した。

## 駅名一覧
岫岩 - 前営 - 蜜蜂嶺 - 新甸 - 冰峪 - 仙人洞 - 大営 - 蘭店